# San Pedro Huamelula
San Pedro Huamelula es una localidad del estado mexicano de Oaxaca. Es cabecera del municipio de San Pedro Huamelula.

## Demografía
| Censo | Población |
| ----- | --------- |
| 1900  | 2309      |
| 1910  | 2757      |
| 1921  | 2049      |
| 1930  | 2204      |
| 1940  | 1305      |
| 1950  | 1505      |
| 1960  | 1307      |
| 1970  | 1132      |
| 1980  | 2941      |
| 1990  | 1897      |
| 1995  | 1957      |
| 2000  | 2193      |
| 2005  | 2100      |
| 2010  | 2247      |
| 2020  | 2310      |